# ロチェスター (イングランド)
ロチェスター (Rochester) は、イギリス、ケントの単一自治体メドウェイ内にあるタウンである。以前はシティであった。メドウェイ川の渡河ポイントのうち最下流にあたる場所である。ロチェスターは近隣のチャタム、ジリンガムなどと共に、単一自治体メドウェイを形成している。
歴史的な町の中心にあるのは12世紀のロチェスター城 (Rochester Castle) とイングランドで二番目に古い大聖堂であるロチェスター大聖堂 (Rochester Cathedral)。
チャールズ・ディケンズが好んだ場所で、周辺エリアを拠点とした際に、多くの小説を書き上げた。

## 歴史
古代ローマ時代にはメドウェイ川をウァトリング街道が横断する交通の要衝であったためロチェスター城に囲まれた町が建設された。604年にケント王エゼルベルトによって大聖堂が建設されて以降、宗教中心地として発展した。
ロチェスター城のノルマン様式の本丸は、1127年に建設された当時のまま立ち続けている。城及び1120年頃に建てられた後期ゴシック様式のロチェスター大聖堂が保存されている。

## 出身人物
- ケリー・ブルック - モデル
- ジョシュ・フィリップス - 音楽プロデューサー
- ジョン・エデンサー・リトルウッド - 数学者
- ジョン・スティーブンス・ヘンズロー - 植物学者、地質学者
- チャールズ・ウィリアム・ジェフリーズ - 画家